# Sphaerosoma pilosissimum
Sphaerosoma pilosissimum is een keversoort uit de familie Alexiidae. De wetenschappelijke naam van de soort is voor het eerst geldig gepubliceerd in 1881 door Frivaldszky.